# Гречихо Денис Вікторович
Денис Вікторович Гречихо (біл. Дзяніс Віктаравіч Грачыха, нар. 22 травня 1999, Могильов) — білоруський футболіст, півзахисник клубу «Динамо» (Мінськ) та національної збірної Білорусі. Виступав також за низку білоруських і закордонних клубів.

## Клубна кар'єра
Денис Гречихо народився 1999 року в місті Могильов, та є вихованцем футбольної школи місцевого клубу «Дніпро» (Могильов). У 2017 році Гречихо розпочав грати в основній команді клубу, в якій грав до кінця 2018 року, взявши участь у 30 матчах чемпіонату. На початку 2019 року футболіст став гравцем новоутвореного клубу «Дняпро», проте в основному складі нової команди не зіграв, та за короткий час перейшов до команди «Рух» (Берестя), в якій грав до 2021 року, та був одним із гравців основного складу команди.
У 2022 році півзахисник перейшов до складу мінського «Динамо», а наступного року став гравцем борисовського клубу БАТЕ. У 2024 році БАТЕ віддало Гречихо в оренду до казахського клубу «Женіс».
З початку 2025 року Денис Гречихо знову грає у складі мінського «Динамо».

## Виступи за збірні
Протягом 2019—2020 років Денис Гречихо грав у складі молодіжної збірної Білорусі. На молодіжному рівні зіграв у 8 офіційних матчах, забив 2 голи.
У 2022 році Гречихо дебютував у складі національної збірної Білорусі. Станом на початок червня 2025 року зіграв у складі національної збірної 5 матчів, у яких забитими голами не відзначився.